# Sása (Zvolen)
Sása (in ungherese Szászpelsőc) è un comune della Slovacchia facente parte del distretto di Zvolen, nella regione di Banská Bystrica.